# دارشکنک وارزیا
دارشکنک وارزیا (نام علمی: Picumnus varzeae) نام یک گونه از سرده دارشکنک‌ها است.